# Рокси (Мисисипи)
Рокси (енгл. Roxie) град је у америчкој савезној држави Мисисипи.

## Демографија
По попису из 2010. године број становника је 497, што је 72 (-12,7%) становника мање него 2000. године.
| Група             | 2000.       | 2010.       |
| Белци             | 225 (39,5%) | 190 (38,2%) |
| Афроамериканци    | 335 (58,9%) | 303 (61,0%) |
| Азијати           | 0 (0,0%)    | 0 (0,0%)    |
| Хиспаноамериканци | 3 (0,5%)    | 0 (0,0%)    |
| Укупно            | 569         | 497         |